# Hate Is a 4-Letter Word
Hate Is a 4-Letter Word ist ein Lied der amerikanischen Elektropunk-Band Shock Therapy, das von dem Sänger Gregory John McCormick geschrieben wurde. Es wurde 1985 auf dem Mini-Album Shock Therapy erstmals veröffentlicht, 1991 erschien das Album erneut mit weiteren Titeln und Hate Is a 4-letter Word avancierte in der Folge zu einem Clubhit der Schwarzen Szene.

## Hintergrund und Veröffentlichung
Hate Is a 4-Letter Word wurde von Gregory John McCormick, dem Sänger der amerikanischen Elektropunk-Band Shock Therapy, geschrieben und mit dieser 1985 als Titel auf dem nach der Band benannten Mini-Album Shock Therapy bei dem Label Metro-America in den Vereinigten Staaten sowie bei Fundamental Records in Großbritannien veröffentlicht. Aufgenommen wurde das Album bei den Grand 32 Track Recording Facilities in Nashville. Neben McCormick, der Gesang, Synthesizer und Rhythmusgitarre beisteuerte, wirkten Christopher Anthony Connolly am Schlagzeug, Eric Keith Jackson an der Gitarre sowie Thomas Patrick Buckley am zweiten Synthesizer mit, Jackson und Buckley auch bei den Backing Vocals. Das Arrangement und der Mix stammten ebenfalls von McCormick, Produzent war Christopher Ewen.
Shock Therapy war das erste und damit das Debüt-Album der Band, danach erschienen einige weitere Veröffentlichungen bis zur Neuauflage des Albums 1991 bei dem deutschen Label Dossier mit einigen weiteren Songs der Band unter dem Titel Hate Is A 4-Letter Word. 1993 veröffentlichte Shock Therapy zudem eine EP mit dem Titel The Many Faces Of Hate, die neben der Ursprungsversion des Liedes Hate Is a 4-letter Word von 1985 und einer aktuellen Version von 1993 drei Remix-Versionen enthielt: den Bad Trip Rescue Squad Mix, den And Too Much Acid Mix und die The Coughing Jesus Version.

## Musik und Text
Das Lied dauert in der Originalversion 6 Minuten und 19 Sekunden. Es ist zweigeteilt in einen ersten Abschnitt mit einer einzigen Textstrophe sowie einen nachfolgenden Teil, in dem die Textzeile „Hate is just a four letter word“ immer wieder wiederholt wird. Als Instrumente kommen Synthesizer, Schlagzeug und Gitarren zum Einsatz, wobei mit den Synthesizern verschiedene andere Instrumente, vor allem ein Piano und Schellen, integriert werden. Es beginnt mit einer Pianosequenz als Intro, die durch einen Schrei und einen einsetzenden und sich während des gesamten weiteren Songs ständig wiederholenden Schlagzeugrhythmus abgelöst wird. Der Schlagzeugsound wird später durch das Piano sowie Gitarren und einen Chor wieder unterlegt.
Die Strophe wird verzerrt über den Schlagzeugrhythmus und die Piano-Melodie gesungen, wobei der Gesang von McCormick jeweils von einer weiteren Stimme zeilenweise wiederholt wird. Dabei geht es um eine Selbstbetrachtung, bei der der Protagonist seinen entstehenden Hass auf eine nicht klar dargestellte Situation beschreibt, der durch eine im Songtext erwähnte Person getriggert wird:

“What has changed me into something I don′t know?

Forgotten feelings like I never know

Eyeballs bouncing in a room of blinded me

Careful of feelings I thought I knew me

A man is waiting at the corner screaming at me

Angry hate for myself: the hidden me”

„Was hat mich zu etwas gemacht, das ich nicht kenne?

Vergessene Gefühle, wie ich sie nie kannte

Augäpfel hüpfen in einem Raum, der mich geblendet hat

Vorsichtig mit Gefühlen, von denen ich dachte, dass ich sie kenne

Ein Mann wartet an der Ecke und schreit mich an

Wütender Hass auf mich selbst: das verborgene Ich“

Der erste Teil des Liedes wird nicht von einem Refrain unterbrochen und besteht aus nur einer erzählend vorgetragenen Strophe. Zum Ende dieses Teils reduziert sich ab 4:23 Minuten die während der Strophe verstärkte musikalische Untermalung wieder auf den treibenden Schlagzeugrhythmus, um dann im zweiten Teil ab 4:50 mit dem Refrain neu einzusetzen. Der gesamte zweite Teil des Liedes besteht aus der ständigen Wiederholung der Textzeile „Hate is just a four letter word“, wobei diese immer aus Paketen aus je zwei Wiederholungen in unterschiedlicher Tonlage und Verzerrung bestehen. Zum Ende reduziert sich die musikalische Begleitung erneut auf den Schlagzeugsound und zuletzt ist nur noch die Singstimme zu hören.

## Resonanz
Hate Is a 4-Letter Word ist das bekannteste Lied der Band Shock Therapy und avancierte nach seiner Veröffentlichung zu einem der bekanntesten Club- und Szenehit der Schwarzen Szene. Bereits nach der Veröffentlichung des Mini-Albums Shock Therapy wurde das Lied auf den Playlists zahlreicher Indie-Rock-Collegeradiostationen in Heavy Rotation gespielt und so bekannt gemacht. Das Lied wurde in der Folge als „unsterblicher“ Klassiker bezeichnet

## Coverversionen
Hate Is a 4-Letter Word wurde nach seiner Neu-Veröffentlichung vereinzelt gecovert, vor allem von Bands aus der Schwarzen Szene und in der Regel unter dem Titel Hate Is just a Four Letter Word. 1994 erschien eine Metal-Version der deutschen Thrash-Metal-Band Holy Moses auf dem Album No Matter What’s the Cause. Die Synth-Rock-Band Terminal Choice veröffentlichte das Lied auf dem Album Khaosgott 1997 und L’Âme Immortelle griff es 1997 auf, veröffentlichte es jedoch erst 2003 für das Compilation-Album Seelensturm. Weitere Versionen stammen von The Nerds 2007 für das Album Murder is Now, KEN 2010 für das Album Yes we KEN und V2A 2017 für Heretic.

## Belege
1. 1 2  
Shock Therapy – Shock Therapy bei Discogs; abgerufen am 1. Januar 2022.
2. ↑  
Shock Therapy – Hate Is A 4-Letter Word bei Discogs; abgerufen am 1. Januar 2022.
3. ↑  
Shock Therapy – The Many Faces Of Hate bei Discogs; abgerufen am 1. Januar 2022.
4. 1 2  
Shock Therapy – Hate Is A 4-Letter Word, Songtext auf songtexte.com; abgerufen am 1. Januar 2022.
5. ↑  Jay Seifert: Hate is just a 4-letter Word – Die Shock Therapy Story hell-zone.de, 22. März 2017; abgerufen am 1. Januar 2022.
6. ↑  Dirk Hoffmann: Shock Therapy. In: Zillo, November 1990 (Abschrift auf shock-web.de); abgerufen am 1. Januar 2022.
7. ↑  Rainer Jaschok: Hate is what?. In: Intro – Das Musikmagazin, 10/1993 (Abschrift auf shock-web.de); abgerufen am 1. Januar 2022.
8. ↑  Hate is a 4-letter Word auf cover.info, abgerufen am 1. Januar 2022.
9. ↑  
Holy Moses – No Matter What's the Cause bei Discogs; abgerufen am 1. Januar 2022.
10. ↑  
Terminal Choice – Khaosgott bei Discogs; abgerufen am 1. Januar 2022.
11. ↑  
L’Âme Immortelle – Seelensturm bei Discogs; abgerufen am 1. Januar 2022.
12. ↑  
The Nerds Rock Inferno – Murder is Now bei Discogs; abgerufen am 1. Januar 2022.
13. ↑  
KEN – Yes we KEN bei Discogs; abgerufen am 1. Januar 2022.
14. ↑  
V2A – Heretic bei Discogs; abgerufen am 1. Januar 2022.